# Miriam Kibakaya
Miriam Namtero Kibakaya (* 1997) ist eine norwegische Jazzmusikerin (Gesang, Komposition, Liedtexte).

## Wirken
Kibakaya, die familiäre Wurzeln in Norwegen und Tansania hat, schloss ihr Jazzstudium am Konservatorium Trondheim im Juni 2022 mit ihrem Bachelor ab.
Seitdem arbeitet Kibakaya freiberuflich als Musikerin in Trondheim. Sie gründete ihr Sextett Kibakaya Concept, das sein Debütalbum Roots 2023 bei Jazzland Recordings veröffentlichte, und war mit dieser Band auf Bühnen wie dem Oslo Jazz Festival, Bodø Jazz Open, Trondheim Jazz Festival und in Wuppertal zu erleben. Außerdem leitet sie das poporientierte Quintett Naema. 2022 führte sie ihre Auftragskomposition „Driftwood“ beim Little Bastard Festival auf. Weiterhin arbeitet sie im Duo Ubevegelighetens dialektikk mit Heida Mobeck und im Duo mit der Bassistin Oda Steinkopf. Darüber hinaus wirkte sie als Sängerin im genreübergreifenden Jazzsextett Superspreder und im Jazzquartett Thinker Ant mit.
Kibakaya erhielt Förderpreise von Sparebank 1 SMN und Trøndelag Fylkeskommune.

## Diskographische Hinweise
- Midtnorsk Ungdomsstorband & Young Voices: Plays the Music of Martin Myhre Olsen (MNJ Records 2016)
- Miriam Kibakaya Concept: Roots (Jazzland Recordings 2023, mit Andreas Svabø, Benjamin Gísli Einarsson, Øyvind Leite, Tuva Halse, Zakarias Nikolai Meyer Øverli)